# عمر نظمي
عمر نظمي الونداوي وهو سياسي عراقي.
شغل مناصب وزارية عديدة، حيث استيزر 25 مرة، منها وزير المواصلات والأشغال والداخلية والعدلية، كما تولى وزارتي الدفاع والمالية بالوكالة، وغيرها من المناصب. كما اختير عضوا في مجلس الأعيان.
حيث شغل منصب وزير العدلية ست مرات الأولى كانت بالوكالة في الوزارة السعيدية الخامسة والثانية بالوكالة في الوزارة الكيلانية الثالثة والثالثة بالوكالة في وزارة طه الهاشمي والرابعة في الوزارة السويدية الثانية والخامسة في الوزارة السعيدية التاسعة والسادسة في وزارة محمد الصدر.
كما شغل منصب وزير الدفاع في فترة بين عامي 1949—1950.

## عائلته
شغل ابنه جمال عمر نظمي (ولد 1914 وتوفي 1967) منصب متصرف أي محافظ ديالى في خمسينات القرن الماضي، وكذلك عضو في مجلس النواب، كما شغل منصب وزير الزراعة.
أما ابنه بديع عمر نظمي (ولد 1920 وتوفي 1987) فقد كان عضوا في الحزب الشيوعي وساهم في ثورة 14 تموز 1958.
أما ابنه الآخر كمال عمر نظمي (ولد 1930 وتوفي 2000) الذي تميز بافكاره الثورية الاصلاحية، متأثراً بالفكر اليساري لأدب أمريكا اللاتنينة.
أما حفيده وميض جمال عمر نظمي (توفي 2016) فقد كان أستاذا في العلوم السياسية وأحد منظري حركة القومين العرب. وعرف عن الأستاذ وميض معارضته لاحتلال العراق.